# Lytrophila sporocentra
Lytrophila sporocentra is een vlinder uit de familie zakjesdragers (Psychidae). De wetenschappelijke naam van deze soort is voor het eerst geldig gepubliceerd in 1923 door Meyrick.